# メネス
メネス（アラビア語: مينا、ギリシア語: Μήνης、、エジプト語:Meni）は、エジプト初期王朝時代のファラオである。上下エジプトを統一し、エジプト第1王朝を創設したとされている。
メネスの実在については、2019年現在でも議論の対象であるが、エジプト学の主流では、歴史学、考古学的な様々な証拠に基づいてメネスを第1王朝の最初のファラオであるナルメルと同一であると見なしている。

## 名前と同定
メネスという一般的な名前は、プトレマイオス朝時代の歴史家で司祭のマネトの記述に依っている。マネトは Μήνης という表記を用いた。一方、ギリシア風の Μιν という表記は紀元前5世紀のギリシアの歴史家ヘロドトスに依るもので、エジプト神話の神ミンとの混同があったものと考えられている。エジプト語の「メニ」は、エジプト第19王朝の頃の『トリノ王名表』や『アビドス王名表』に由来する。
メネスという名前は、「持続した彼」という意味で、I. E. S. Edwards は、「半伝説的な英雄を説明するための単なる形容語句に過ぎず、･･･その名前は失われている。」と指摘している。特定の人物を指しているのではなく、カー、スコーピオン・キング、ナルメル等の初期王朝時代の複数のファラオを集合的に表しているという説もある。

## 歴史
古代の伝承によると、メネスは、紀元前3000年と2850年の間に、上下エジプトを1つの王国に統一し、第1王朝を興した人物とされている 。
しかし彼の名前はカイロ石やパレルモ石のような現存の遺物には残っておらず、エジプト第5王朝期に作られた王名表の石碑にも表れない。彼の名前は後の文献に、ホルスから直接王座を受け継いだ最初の人間のエジプト王として登場する。またさらに後の王名表にも人間の最初の王として記載されている。マネトも彼のことを重要な人物として記述している。メネスは、古代ローマを興したロームルスのように、古代エジプトの多くの歴史を作った人物として描かれている。マネトは、メネスは「軍を前線に率い、偉大な栄光を勝ち取った」と記述している。

### 首都
マネトはティニスを第1王朝及び第2王朝の首都とし、メネスはティニス出身であるとしている。一方、ヘロドトスはメネスが干拓堤防を築いてナイル川の流れを変えた後、首都としてメンフィスを建設したと記述している。マネトは、メンフィスの建設はメネスの息子の Athothis によるものとし、メンフィス出身のファラオは第3王朝まで登場しない。

### 文化への影響
シケリアのディオドロスは、エジプト神話における神々の戦争を導入し、贅沢な生活様式とともに生け贄の習慣を作ったのはメネスであると記述している。
この後者によって、メネスはエジプト第24王朝のファラオであるテフナクト1世によって名誉を汚されている。プルタルコスは、贅沢の導入者としてメネスに対する呪いの言葉が刻まれたテーベの柱石について言及している。

### 死去
マネトによると、メネスの治世は62年間で、カバに殺害された。

### その他
ツァーリやカイザーがガイウス・ユリウス・カエサルに由来するように、クレタのミーノースの名がメネスに由来するという説もある。しかし、メネスの名前が古代エジプトの記録に出てこないため、メネスの名前の方がミーノースに由来している可能性もある。

## 現代文化での言及
スコットランドの東洋学者で劇作家であるアレクサンダー・ダウは、古代エジプトを舞台とした Sethona という悲劇を書いた。その中で、主役のメネスは「セラピスの次の男性王位後継者」として描かれている。1774年の初演では Samuel Reddish が演じた。